# Båndoptager
 For alternative betydninger, se Båndoptager (flertydig). (Se også artikler, som begynder med Båndoptager)
En lydbåndoptager, båndoptager eller båndmaskine kan optage, lagre og gengive lyd ved hjælp af et magnetbånd, der med konstant hastighed føres forbi et tonehoved ved at blive klemt mellem en kapstanaksel og en gummibelagt trykrulle. Til dataregistrering fandtes/findes (?) maskiner, hvor båndet blev startet ved optagelse og stoppet straks bagefter (intermitterende drift).
Forgængeren var en ståltrådsoptager, hvor mediet var en ståltråd, der kunne magnetiseres. Valdemar Poulsens Telegrafon (1898) var en af de første. Bang & Olufsens varemærke for båndoptagere, "Beocord", skyldes at firmaets første maskine (1948?) var en ståltrådoptager.
Spolebåndoptageren kom til verden i 1940'erne, og mediet var i første generation spolebånd, magnetbånd med et tyndt lag magnetisk jernoxyd på bæremedier allerførst af papir, derefter ¼" (6,35 mm) bredt celluloseacetat, senere forskellige plasttyper.
Blandt fabrikater af i Danmark kendte båndoptagere gennem tiden kan nævnes Ampex, Assmann, B&O*, Eltra*, Fostex, Grundig, Luxor, Lyrec*, Movic*, Nagra, Philco, Philips*, Revox, Studer, Tandberg, Teac, Telefunken, Uher (* danskproducerede). Nogle kun med højt specialiserede professionelle båndmaskiner, andre med brede udbud.
Senere opfandt firmaet Philips kassettebåndoptageren, der var noget mere brugervenlig og ikke fyldte så meget som spolebåndoptageren, der dog bruges den dag i dag til professionelle formål. Kassettebåndet var en kompakt videreudvikling af det amerikanske eight-track cartridge eller 8-track tape, som aldrig blev udbredt i Danmark. 8-track var et endeløst 8-spots ¼"-bånd (6,35 mm bredt lydbånd) i en kassette, hvor et eller to spor, hvis stereo, blev afspillet ad gangen, og efter gennemløb af båndet skiftedes der til et nyt sæt spor. Systemet var især udbredt som båndafspiller i biler.
Metoden var dog stadig analog, hvilket medfører tab af kvalitet ved kopiering.
Udviklingen fortsatte med digitale båndoptagere (DAT), som dog i første omgang blev holdt tilbage af elektronikfabrikanter på grund af risiko for piratkopiering. Den digitale lydbåndoptager anvender roterende tonehoveder efter samme princip som en videobåndoptager.
Ordet båndoptager er forældet. Man støder dog stadig på lydentusiaster der benytter (især) spolebåndoptagere, da netop lyden fra dette format anses for særdeles "rigtig" og dynamisk.

## Gallery
- Goodale ståltrådoptager fra 1908.
- Blattnerphone ståltrådoptager fra 1937.
- Tidlig spolebåndoptager fra BASF, der opfandt spolebåndet.
- 18 cm i diameter spole med ¼"-bånd.
- Philips spolebåndopager, model Major.
- Tandberg spolebåndoptager med indbygget forstærker og højttalere.
- Nagra professionel transportabel spolebåndoptager.
- Studer professionel båndoptager, model B-67 til ¼"-bånd (6,35 mm).
- Ampex professionel mastertape-optager med ½"-bånd (1,27 cm).
- Studer 8-spors professionel båndoptager til 1"-bånd (2,54 cm).
- Danskbygget Lyrec 24-spors professionel båndoptager til 2"-bånd (5,08 cm).
- Scotch professionelt 2"-bånd på 28 cm metalspole.
- Nærbillede af lydspor til film optaget på 16 mm perforeret tape, populært kaldt for perf, perforeringen synkroniserer lydbånd med billede, hvor filmstrimlen også er perforeret.
- Amerikansk 8-track kassette, såkaldt NAB-cartridge med ¼"-bånd, af mærket Fidelipac.
- 8-track tape bilafspiller med båndkassette.
- TDK kassettelydbånd, halv bredde af ¼"-bånd.
- Typisk kassettebåndoptager af mærket Sharp til et stationært hi-fi anlæg.
- B&O kassettebåndoptagel, model Beocord 2000.
- Grundig transportabel kassettebåndoptager med indbygget højttaler.
- Grundig transportabel stereo kassettebåndoptager med højttalere.
- Fostex 4-spors kassettebåndoptager sammenbygget med mixer som hjemmestudie.
- Sony digital DAT-kassettebåndoptager.
- Transportabel Aiwa DAT-båndoptager og Sony DAT-kassettebånd.
- Sony professionel digital 48-spors spolebåndoptager.